# Melitaea balba
Melitaea balba är en fjärilsart som beskrevs av Evans 1912. Melitaea balba ingår i släktet Melitaea och familjen praktfjärilar. Inga underarter finns listade i Catalogue of Life.